# Kaixari
Kaixari - Кашары (rus) - és un poble (un khútor) de l'óblast de Bélgorod, a Rússia. El 2016 tenia 10 habitants. Pertany al districte (raion) de Gubkin.